# Хоанке (Соходол, Алба)
Хоанке (рум. Hoancă) — село у повіті Алба в Румунії. Входить до складу комуни Соходол.
Село розташоване на відстані 322 км на північний захід від Бухареста, 54 км на північний захід від Алба-Юлії, 67 км на південний захід від Клуж-Напоки, 149 км на північний схід від Тімішоари.

## Населення
За даними перепису населення 2002 року у селі проживали 88 осіб, усі — румуни. Усі жителі села рідною мовою назвали румунську.